# Citharichthys arenaceus
Citharichthys arenaceus is een straalvinnige vissensoort uit de familie van schijnbotten (Paralichthyidae). De wetenschappelijke naam van de soort is voor het eerst geldig gepubliceerd in 1900 door Evermann & Marsh.